# Tove Alsterdal
Tove Kerstin Alsterdal, född 28 december 1960 i Malmö, är en svensk författare, journalist och manusförfattare. År 2009 debuterade hon med sin första roman i spänningsgenren och är sedan dess utgiven i en mängd olika länder. Hon har även varit redaktör för Liza Marklunds kriminalromaner.

## Biografi
Alsterdals föddes som dotter till Alvar Alsterdal och Elsa Bolin. Hon växte upp i Umeå och i Jakobsberg i Järfälla kommun.
Under sina första yrkesår efter gymnasiet arbetade hon som skötare på Beckomberga sjukhus. År 1985 utbildade hon sig till journalist vid Kalix folkhögskola. Där träffade hon också Liza Marklund, vilket lade grunden för ett framtida nära samarbete i deras kommande författarskap.
Alsterdal bodde som vuxen i Luleå i många år, där hon bland annat arbetade som journalist för radio och TV, och bor numera i Stockholm. Tillsammans med tidigare maken Nikolaj Alsterdal, född Andersen, har hon tre döttrar, födda 1999 respektive 2002.

## Författarskap
Tove Alsterdal arbetade som frilansjournalist när hon började skriva dramatik för den fria gruppen Teater Scratch i Luleå i början av 1990-talet. Hon har senare skrivit manus för bland annat länsteatrar, opera och Sveriges Radios julkalender. Våren 2000 köpte hon Alfred Nobels detoniklaboratorium av Stockholms stad och drev där under en tid en egen kabaréteater med sin dåvarande man. Tillsammans med Helena Bergström skrev hon manuset till filmen Så olika 2009.
Samtliga Alsterdals spänningsromaner är fristående. I september 2009 debuterade hon som romanförfattare med thrillern Kvinnorna på stranden. Idén var tänkt att bli ett filmmanus, men tänkbara producenter kommenterade att den blev för dyr eftersom den utspelade sig i sju länder. Historien kretsar kring människor som drunknar på flykt över Medelhavet och utnyttjas i slavarbete i Europa. Boken gavs ut på 19 språk och filmrättigheterna såldes till brittiska Filmwave AB, som utvecklade en TV-serie i sex delar. År 2017 uppdaterade författaren boken inför utgivning på engelska under titeln The Forgotten Dead (Harper Collins).
År 2012 utkom hennes andra roman, I tystnaden begravd. Den utspelar sig i Tornedalen och handlar om de som på 1930-talet emigrerade till Sovjetunionen, de så kallade  Kirunasvenskarna. Boken nominerades som årets bästa kriminalroman i Sverige, Nederländerna och Frankrike. Alsterdals tredje roman, Låt mig ta din hand, tilldelades priset för årets bästa kriminalroman av Svenska Deckarakademin 2014. Boken utspelar sig i författarens uppväxtmiljö i Jakobsberg i Järfälla samt i Argentina där en svensk kvinna försvinner under militärdiktaturen på 1970-talet. ”En utstuderad och språkligt nyanserad väv av mysterium och samtidshistoria.” löd motiveringen för priset.
I boken Vänd dig inte om (2016, översatt till engelska under titeln Do Not Turn Around) återvänder Alsterdal till mentalsjukhuset Beckomberga där hon arbetade som ung. Boken skildrar krocken mellan platsens mörka förflutna och den nya bostadsidyll som växer fram på området. Enda vittnet till ett mord är en romsk tiggare. År 2019 kom Blindtunnel där romanens huvudperson har förlorat jobbet och flyr in i Internets husannonser. En dag hittar han en ytterst billig vingård långt borta i vad som tidigare hette Sudetenland. Han och hans fru säljer sitt  radhus och lämnar Sverige för att för att förvekliga drömmen om ett annat liv. Men projektet förvandlas till en mardröm när områdets historia griper in i deras tillvaro. Rotvälta (2020) utspelar sig i Ångermanland och handlar om en tonårspojke som erkänt ett mord på en jämnårig flicka. Som medelålders man gör han ett plötsligt besök i sitt barndomshem och hittar sin far mördad med en jaktkniv. Den kvinnliga polisen som tar hand om fallet har återvänt till uppväxtens Kramfors. Som liten hade hon mardrömmar om pojken som mördade tonårsflickan. 
Tove Alsterdal har varit författaren Liza Marklunds redaktör sedan Sprängaren (1998). Hon träffade Marklund när de gick journalistlinjen på Kalix folkhögskola 1984–1985. De har även skrivit manus till filmen Postcard Killings, efter boken med samma namn av Liza Marklund och James Patterson, i regi av Danis Tanović. Producent är Miriam Segal, George Films och huvudrollen spelas av Patrick Dempsey.

### Dramatik och film (urval)
- 1998 - På spaning (med Boel Forssell), Teater Scratch, Luleå
- 1998 - Sagan om vintern, libretto, (tonsättare: Fredrik Högberg) kammarmusikal för barn, Norrbottensmusiken
- 1998 - Tilde och Tiden, radioserie, Sveriges Radio
- 1999 - Nånstans under stjärnorna, Teater Scratch, Luleå
- 2000 - Dotter, Länsteatern i Örebro
- 2000 - Snälla Py - Sveriges Radios julkalender
- 2002 - Broder okänd, Lovteatern, Sveriges Radio
- 2004-2006 - Ensamma hemma, miniserie för Fieteri (barnprogram på meänkieli och svenska), Sveriges Television
- 2004 - Vems är du?, Norrbottensteatern
- 2005 – Om du var jag (TV-serie, kortfilmen Elina)
- 2006 - Dollar (i samarbete med Liza Marklund), Pan Vision
- 2006 – Packa, packa!. Luleå: Norrbottensteatern. 2006. Libris 11941011, Teater Scratch
- 2009 – Så olika, långfilm i samarbete med Helena Bergström, Sweetwater AB
- 2012 - Kains Kvinna, libretto (tonsättare: Fredrik Högberg), opera
- 2016 - Det ropar under golvet, konsert med Norrbotten Big Band och tonsättaren Torbjörn Ömalm
- 2017 - Postcard Killings, manus för långfilm efter boken Postcard Killers av Liza Marklund och James Patterson, med Liza Marklund och Andrew Stern, George Films

### Facklitteratur
- När visionen krossade verkligheten: en bok inför Bredsjögårdens 10-årsjubileum.. Hällefors: Stiftelsen Bredsjögården. 1990. Libris 11574343. ISBN 91-7970-892-7
- Ungdomars hälsa: en kartläggning av aktuella studier : 199 rapporter och forskningsprojekt om ungdomars hälsa och levnadsvanor, livsvillkor och värderingar i Sverige på 90-talet. Stockholm: Landstingsförbundet. 1996. Libris 7617303. ISBN 91-7188-339-8
- Film över alla gränser: Filmpool nord 1992-2002. Luleå: Filmpool Nord. 2002. Libris 8462819

### Romaner
- Kvinnorna på stranden. Stockholm: Lind & Co. 2009. ISBN 9789185801718
- I tystnaden begravd. Stockholm: Lind & Co. 2012. ISBN 978-91-7461-065-9
- Låt mig ta din hand. Stockholm: Lind & Co. 2014. ISBN 9789174612813
- Vänd dig inte om. Stockholm: Lind & Co. 2016. ISBN 9789174617269
- Blindtunnel. Stockholm: Lind & Co. 2019. ISBN 9789177797371
- Rotvälta. Stockholm: Lind & Co. 2020. ISBN 9789179033361
- Slukhål. Stockholm: Lind & Co. 2021. ISBN 9789180181457
- Djuphamn. Stockholm: Lind & Co. 2023. ISBN 9789180187046

## Priser och utmärkelser
- 2014 – Svenska Deckarakademins pris för "Bästa svenska kriminalroman" (Låt mig ta din hand)
- 2017 – Prix Balais D'or - bästa kriminalroman utgiven i Frankrike[26]
- 2018 – L’Ancres Noir för bästa kriminalroman, alla kategorier, Le Havre[27]
- 2020 – Svenska Deckarakademins pris för "Bästa svenska kriminalroman" (Rotvälta)
- 2021 – Glasnyckeln för bästa kriminalroman (Rotvälta)
- 2022 –  Angermannalagets Kulturpris[28]